# José Lártiga
José Ignacio Lártiga Olivares (Quillota, Chile, 5 de junio de 1998) es un futbolista profesional chileno que se desempeña como guardameta y actualmente milita en adelaide vipers fc  de la State league one S.A Australia.

## Trayectoria
Fue descubierto y guiado por Víctor "Pittitore" Cabrera para entrar a las divisiones inferiores de San Luis. En 2013, fue el portero titular del equipo Sub-15 de San Luis de Quillota que derrotó a Universidad de Chile en la final de la Nike Cup de ese año. Posterior, participó en la Manchester United Premier Cup. Ese mismo año, fue convocado para la Selección Sub-15 de Chile. Anteriormente estuvo nominado a la Selección Chilena sub-13 en 2012 donde fue al torneo México de Naciones. En 2015 fue nominado para ir al torneo de gradizca en Italia donde fue titular y figura del cuadro nacional, actualmente se encuentra en San Luis de Quillota de la Primera División de Chile.

## Clubes
| Club            | País  | Año         |
| --------------- | ----- | ----------- |
| San Luis        | Chile | 2015 - 2019 |
| Deportes Colina | Chile | 2019        |

Deportes linares-2021
2022- 2023 Actualmente en vípers Australia

## Estadísticas
Actualizado al último partido disputado el 5 de mayo de 2019.
| Club                         | Div.             | Temporada        | Liga  | Liga  | Copas nacionales(1) | Copas nacionales(1) | Torneos internacionales(2) | Torneos internacionales(2) | Total | Total | Media goles recibidos |
| Club                         | Div.             | Temporada        | Part. | Goles | Part.               | Goles               | Part.                      | Goles                      | Part. | Goles | Media goles recibidos |
| San Luis de Quillota · Chile |                  |                  |       |       |                     |                     |                            |                            |       |       |                       |
| 1.ª                          | 2017-C           | —                | —     | —     | —                   | —                   | —                          | 0                          | 0     | 0.00  |                       |
| 1.ª                          | 2017-T           | —                | —     | —     | —                   | —                   | —                          | 0                          | 0     | 0.00  |                       |
| 1.ª                          | 2018             | —                | —     | —     | —                   | —                   | —                          | 0                          | 0     | 0.00  |                       |
| 2.ª                          | 2019             | —                | —     | —     | —                   | —                   | —                          | 0                          | 0     | 0.00  |                       |
| Total club                   | Total club       | 0                | 0     | 0     | 0                   | 0                   | 0                          | 0                          | 0     | 0.00  |                       |
| Deportes Colina · Chile      |                  |                  |       |       |                     |                     |                            |                            |       |       |                       |
| 3.ª                          | 2019             | 3                | -6    | —     | —                   | —                   | —                          | 3                          | -6    | 2     |                       |
| Total club                   | Total club       | 3                | -6    | 0     | 0                   | 0                   | 0                          | 3                          | -6    | 2     |                       |
| Total en carrera             | Total en carrera | Total en carrera | 3     | -6    | 0                   | 0                   | 0                          | 0                          | 3     | -6    | 2                     |